# 206-os busz (Budapest, 1999, 2001)
A budapesti 206-os jelzésű autóbusz a Kelenföldi pályaudvar és a Móricz Zsigmond körtér között közlekedett. A vonalat a Budapesti Közlekedési Rt. üzemeltette. A járműveket a Kelenföldi autóbuszgarázs állította ki.

## Története
Először 1999. augusztus 30. és szeptember 27. között közlekedett a Déli pályaudvaron történő vágány- és peronfelújítási munkák miatt. A vonatok nagy része csak a Kelenföldi pályaudvarig közlekedett. Hétköznap 206-os jelzéssel tehermentesítő járat indult 5-10 perces követési idővel a Móricz Zsigmond körtérre. A köztes megállókban az autóbusz nem állt meg.
2001. október 16. és december 22. között ismét közlekedett, ugyanazon az útvonalon, de a 7-es busz megállóiban is megállt. A járatnak ismét tehermentesítő szerepe volt a nagy utasforgalom miatt, mert a Volánbusz Erzsébet téri pályaudvarát áthelyezték az Etele térre. Az autóbusz csak munkanapokon 6 és 8 óra között közlekedett.

## Útvonala
| Móricz Zsigmond körtér felé | Etele tér, Kelenföldi pályaudvar felé                                                                                               |
| --- | --- |
| Etele tér, Kelenföldi pályaudvar vá. – Etele út – Tétényi út – Bartók Béla út – Vásárhelyi Pál utca – Fehérvári út – Móricz Zsigmond körtér vá. | Móricz Zsigmond körtér vá. – Móricz Zsigmond körtér – Bartók Béla út – Tétényi út – Etele út – Etele tér, Kelenföldi pályaudvar vá. |

## Megállóhelyei
| 0 | Etele tér, Kelenföldi pályaudvar végállomás | 9 | 7, 103, 141 19, 49, 80 Budapest-Kelenföld                                  | 7, 103, 141 19, 49 Budapest-Kelenföld                                     |
| 1 | Bártfai utca                                | 8 | Nem állt meg                                                               | 7, 103                                                                    |
| 3 | Kelenföld, városközpont                     | 7 | Nem állt meg                                                               | 7, 7A, 7, 14, 103, 114, 173                                               |
| 4 | Szent Imre Kórház                           | 6 | Nem állt meg                                                               | 7, 7A, 7, 14, 114, 173                                                    |
| 7 | Kosztolányi Dezső tér                       | 3 | Nem állt meg                                                               | 7, 7A, 7, 12, 14, 40, 40, 41, 41, 53, 72, 86, 87, 87A, 114, 153, 172, 173 |
| ∫ | Móricz Zsigmond körtér                      | 1 | 3, 3, 7, 7A, 7, 10, 27, 40, 40, 53, 153, 173 6, 18, 19, 41, 47, 49, 61, 80 | 3, 3, 7, 7A, 7, 27, 40, 40, 53, 153, 173 6, 18, 19, 41, 47, 49, 61        |
| 9 | Móricz Zsigmond körtér végállomás           | 0 | 3, 3, 7, 7A, 7, 10, 27, 40, 40, 53, 153, 173 6, 18, 19, 41, 47, 49, 61, 80 | 3, 3, 7, 7A, 7, 27, 40, 40, 53, 153, 173 6, 18, 19, 41, 47, 49, 61        |